# Prosacron ochreatum
Prosacron ochreatum är en stekelart som beskrevs av Henry Keith Townes, Jr. 1971. Prosacron ochreatum ingår i släktet Prosacron och familjen brokparasitsteklar. Inga underarter finns listade i Catalogue of Life.